# 関税自主権
関税自主権（かんぜいじしゅけん、英: tariff autonomy）とは、国家が輸入品に対して自主的に関税を決められる権利のことである。
一般に関税自主権が話題にあがる時は、関税自主権がない事について述べられることが多いが、一般にここでいう「関税自主権がない」とは他国が勝手に税率を設定できることを指すのではなく、税率の改定に他国との交渉を必要とする状態を指す（協定税率）。
日本史においては、江戸幕府末期に諸外国と結ばれた不平等条約に関する話題として関税自主権が取り上げられることが多い。
現在の日本は世界貿易機関（WTO)協定に基づきほとんど品目について協定税率を設定しているが、この状態を捉えて「関税自主権がない」とはいわれない。これは不平等条約における関税自主権の喪失は、片務的であったが、現在の協定税率は相手国の交渉に基づき互恵的（相手国も義務を負う）に設定されているからである。

## 関税の意義
そもそも国家において租税は国家の運営や歳入歳出に係る根幹である。その上で特に関税は、単純な国家収入の確保という目的以外にも、自国産業の保護や振興政策という側面や、外交の交渉材料という側面がある。例えば、ある発展途上国が自国の工業を振興しようとしても、工業先進国と比較して絶対劣位にある場合には、自由競争下では安い他国製品に駆逐されてしまう。そこで輸入関税を導入することによって他国製品の価格競争力を削ぎ、国内において対等もしくは自国製品が優位な状況を作り出すことができる。また、同じ種別の製品であっても、輸出元の国家によって税率を変更することで、特定の国への信頼関係の構築など、有力な外交材料となる（最恵国待遇）。
一方で他国からすれば高い税率は自国製品の競争力を削ぐ上に、その税分は何の利益にもならないため、低い税率が望ましい。そのため、関税は外交において重要な交渉事となる。例えば農業国は工業国からの工業品の税率を下げる代わりに、工業国は農業国からの農産物の関税を下げるといった互恵関係を構築する。これは比較優位や国際分業といった自由貿易の推進といった形で現れることもあるし、その関係を利用して、競合する産業国を経済圏から締め出すといった経済同盟の構築といった外交政策も行われうる。
また、関税は輸出品に設けられる場合もあり、歳入目的の場合もあるが、国産品の品不足を防ぐ目的で課税される場合がある。
以上の様に、関税自主権とは国家主権に関わる重要な要素であるが、関税自主権がない協定税率だからといって、一概にそれが国家主権の侵害であったり、経済的損失であることは意味しない。

## 幕末・明治の日本
幕末の安政条約によって日本は関税自主権のないままの開国を迎えることになるが、当初は輸出税は一律5%、輸入税は1類（金銀、居留民の生活必需品）は無税・2類（船舶用品・食料・石炭）は5%・3類（酒類）35%・4類（その他）20%であり、神奈川開港の5年後には日本側から税率引上の協議を要求できる、関税賦課は従価税であるという日本側も決して不利益とは言えないものであった（従量税で引上協議の要求できない天津条約を結ばされた清朝中国に比べればの話であるが）。ところが、改税約書によって主要な輸入品89品目と輸出品53品目を当時の従価を基にした5%の従量税とし、無税対象を18品目・その他は一律従価5%に改められた。従価税であれば、価格が上昇すれば関税収入もそれに比例して上昇するが、従量税であれば価格に関わり無く量に応じた関税を払えばよく、幕末の混乱期のインフレによって事実上の関税免除に近い状態になってしまったのである。
そのため明治政府は、輸出関税自主権回復と領事裁判権撤廃に血道を上げることになる。欧米列強との間に初めて関税自主権を回復できたのは、日露戦争後に1907年に締結された日露新通商航海条約であった。その後、1911年にアメリカを始めとする他の列強は日本と平等条約（日米通商航海条約など）を締結し、完全な回復は現実となった。それに大きく貢献したのは、小村壽太郎である。